# John Crosbie (2e comte de Glandore)
John Crosbie (25 mai 1753 - 23 octobre 1815), est un homme politique irlandais et un juge. Il est titré vicomte Crosbie entre 1777 et 1781, avant d'être titré comte de Glandore.

## Biographie
Il est le seul fils survivant de William Crosbie (1er comte de Glandore), de sa première femme, Theodosia, fille de John Bligh, 1er comte de Darnley. Il fait ses études au Trinity College, à Cambridge. En 1775, il est élu à la chambre des communes irlandaise pour Athboy. L'année suivante, il est élu à la fois pour Tralee et Ardfert. Il choisit de siéger pour ce dernier et occupe ce siège jusqu'en 1781, date à laquelle il succède à son père au comté et entre à la Chambre des lords irlandaise. Il est admis au Conseil privé irlandais en 1785. En 1789, il est nommé Joint Master of the Rolls en Irlande aux côtés du comte de Carysfort. Tous deux occupent ce poste jusqu'en 1801. Le poste est alors une sinécure et ne nécessite aucune qualification juridique. En 1800, il est élu parmi les 28 premiers représentants irlandais représentatifs à siéger à la Chambre des lords.
Lord Glandore est marié à Londres en 1771 par Frederick Cornwallis, Archevêque de Cantorbéry, à Diana, fille de George Germain, 1er vicomte de Sackville. Le mariage reste sans enfant. Elle meurt en août 1814, à l'âge de 58 ans. Lord Glandore lui survit un an et meurt en octobre 1815, à l'âge de 62 ans. Le comté et le vicomte de Crosbie s'éteignent à sa mort alors que son cousin William Crosbie lui succède comme baron de Brandon.